# Ceraphron nevadensis
Ceraphron nevadensis är en stekelart som beskrevs av Jean-Jacques Kieffer 1906. Ceraphron nevadensis ingår i släktet Ceraphron och familjen pysslingsteklar. Inga underarter finns listade i Catalogue of Life.